# Johnsons Crossing (Yukon)
Johnsons Crossing, ou Johnson's Crossing  é uma localidade no Yukon, Canadá, situada na milha 836 da estrada Alaska Highway, na junção da estrada de Canol onde a estrada cruza o Rio Teslin. A comunidade tinha uma população de 15 habitantes no Censo do Canadá de 2011.